# Caprera
Caprera er en ø ud for Sardiniens nordøstlige spids, forbundet med den større ø, La Maddalena med en dæmning. Øen har et areal på 15,7 km², og de få indbyggere bor i den lille landsby, Stagnali. Det højeste punkt er Monte Teialone, 212 m.o.h.
Øen er især kendt fordi den tilhørte den italienske frihedshelt Giuseppe Garibaldi, som trak sig tilbage hertil efter at have opgivet sine officielle hverv. Det er muligt at besøge Garibaldis ejendom, La Casa Bianca (Det Hvide Hus), der i dag er indrettet som museum. Museet fortæller om Garibaldi og hans kamp for at forene Italien, men viser samtidig at Garibaldi også var en foregangsmand indenfor landbrug, idet øen stort set var uopdyrket, da han købte den. Garibaldi ligger begravet nærved huset.
I dag er øen en del af Nationalpark Arkipelag La Maddalena, og besøges af mange turister på grund af den enestående natur og mange gode strande.